# Regenbogenspint

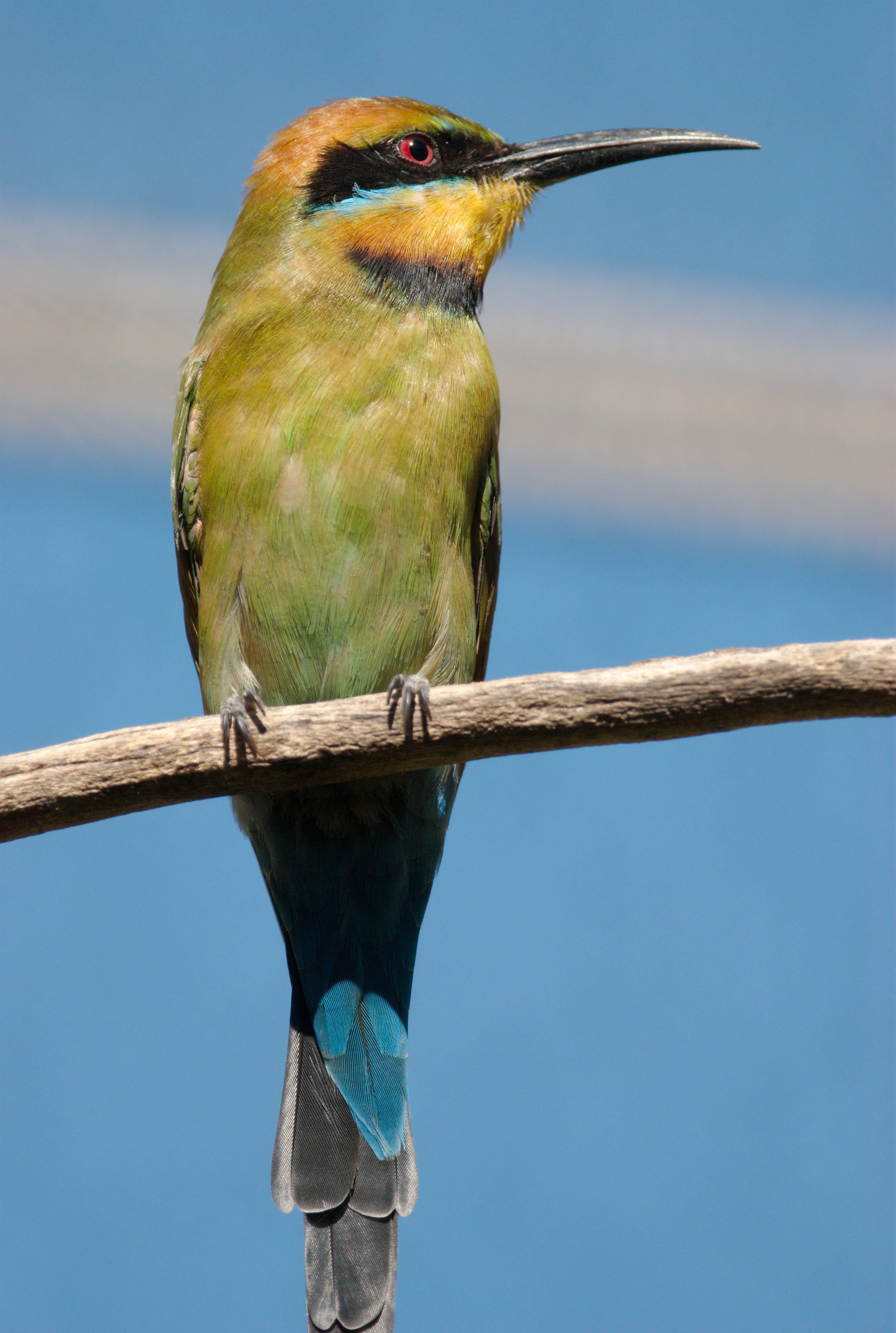
Einzelner Regenbogenspint

Der Regenbogenspint (Merops ornatus) ist ein Vogel aus der Gattung (Merops) und Familie der Bienenfresser (Meropidae). Er kommt natürlicherweise in Australien, Indonesien, Osttimor, den Salomonen und Papua-Neuguinea vor.

## Merkmale
Das Regenbogenspintmännchen wird 22 bis 25 cm groß, von denen aber allein der Schwanz 2 bis 6 cm misst, und rund 30 Gramm schwer. Das Weibchen ist etwas kleiner und leichter, auch wird der Schwanz beim Weibchen nur 1 bis 2 cm lang.
Der Regenbogenspint ist hauptsächlich grün und blau mit einem schwarzen Streifen über den Augen, einer grünen Kehle, einem schwarzen Schwanz und einem schwarzen Schnabel. Männchen und Weibchen haben keinen nennenswerten Dimorphismus.

## Ernährung
Er ernährt sich von Hautflüglern, die er auf einem Ast sitzend aus einer Entfernung von bis zu 50 m erkennen kann. Nach der sofort darauf erfolgenden Jagd entfernt er bei giftigen Beutetieren mit viel Geschick den Stachel. Ein Regenbogenspint frisst mehrere hundert Insekten am Tag, deren unverdaulichen Teile er als Gewölle wieder hervorwürgt. 

## Fortpflanzung
Vermutlich erreicht der Regenbogenspint die Geschlechtsreife am Ende des 1. Lebensjahres. Paarungszeit und Brutsaison ist in den Monaten August bis Januar. Er brütet in kleineren, losen Kolonien, hier helfen oft Jungvögel der letzten Brut bei der Aufzucht der nächsten Brut.